# Соколов Борис Павлович
Бори́с Па́влович Соколо́в (*31 серпня (12 вересня) 1897, Харків — †1 вересня 1984, Дніпро) — український агроном-селекціонер, фахівець у галузі селекції та насінництва кукурудзи, лауреат Державної (1951) та Ленінської (1963) премій, Герой Соціалістичної Праці (1972).

## Життєпис
Борис Павлович народився  1897 року в м. Харків в сім‘ї залізничників.
Закінчив гімназію та Харківський сільськогосподарський інститут (1923).
У 1923—1924 працював агрономом радгоспу ім. Леніна у Сумській області.
У 1924—1925 — практикант відділу прикладної ботаніки Катеринославської сільськогосподарської дослідної станції (нині Синельниківська), у 1925—1930 — науковий співробітник тієї ж станції.
У 1930—1933 — завідувач відділу селекції НДІ кукурудзи. Використав явище гетерозису в рослин для одержання високоврожайних гібридів кукурудзи.
У 1933—1938 — завідувач відділу селекції Українського НДІ зернового господарства.
У 1938—1941 — завідувач групи селекції кукурудзи та технічних культур Дніпропетровської державної селекційної станції.
В довоєнні роки протягом кількох років очолював кафедру селекції і насінництва в Дніпропетровському сільськогосподарському інституті, а також читав курс лекцій в Дніпропетровському університеті.
У 1941—1943 — агроном-насіннєвід радгоспу у Саратовській області.
У 1943—1956 — завідувач лабораторії селекції кукурудзи Українського НДІ зернового господарства, у 1956—1984 — завідувач відділу селекції та насінництва кукурудзи того ж інституту.
Доктор сільськогосподарчих наук (1954), професор (1954), академік ВАСГНІЛ (1956).

## Наукові досягнення
Одним із перших обґрунтував можливість використання гетерозису в селекції кукурудзи. На початку 1930-х років одним з перших розпочав дослідження зі створення самозапилених ліній. На базі кращих із них були отримані перші прості міжлінійні гібриди — Степняк, Прогрес та ін.
Соколов є автором та співавтором понад 30 сортів і гібридів кукурузи. Експериментально довів переваги першого покоління гібридів кукурудзи.
В 1932 р. передав на державне сортовипробовування перший в СРСР міжсортовий гібрид Первісток. З 1940 р. цей гібрід був районований.
Досяг великих успіхів у селекції простих міжлінійних гібридів інтенсивного типу, а також гібридів із підвищеним умістом у зерні протеїну та незамінних амінокислот. Під його керівництвом і за безпосередньої участі створено високопродуктивні гібриди для різних ґрунтово-кліматичних умов.
У 1946 р. передав на державне сортовипробування сортолінійний гібрид Успіх, який був районований у 1946 р.
а створення і впровадження у виробництво перших вітчизняних гібридів кукурудзи Первісток та Успіх в 1955 р. одержав Державну премію СРСР.
З 1953 р. — доктор сільськогосподарських наук, з 1954 р. — професор. У 1956 р. обраний дійсним членом (академіком) ВАСГНІЛ.
Впроваджував у насінництво кукурудзи цитоплазматичну чоловічу стерильність, що дало змогу значно підвищити якість і рентабельність у вирощуванні кукурудзи, а також значно скоротити трудові затрати. У 1963 р. Соколов і 5 інших провідних селекціонерів одержали Ленінську премію за розробку методики використання ЦЧС.
Під керівництвом Соколова створено значну кількість високоврожайних гібридів, зокрема ранньостиглий холодостійкий Дніпровський гібрид 247 МВ, районований в 62 областях СРСР., а також Дніпровський 320 МВ, Дніпровський 438 ТВ, Дніпровський 98 МВ, Дніпровський 90 ТВ, Дніпровський 310 МВ та ін. Для технічних цілей було районовано гібриди розлусної кукурудзи Дніпровський 921 ТВ, Дніпровський 927 ТВ, а також цукрової кукурудзи — Дніпровський 664.
Автор близько 250 наукових праць, зокрема 30 книг, серед яких «Гибриды кукурузы» (1955), «Организация производства гибридных семян кукурузы» (1956), «Селекция и семеноводство гибридной кукурузы» (1956), «Стерильность в селекции и семеноводстве кукурузы» (1962), «Основы селекции и семеноводства гибридной кукурузы» (1968).
Створив школу селекціонерів і насінників, підготував 6 докторів та понад 30 кандидатів наук.

## Нагороди
- Орден «Знак Пошани» (1948);
- Лауреат Державної премії (1951);
- Ордени Трудового Червоного Прапора (1951, 1966, 1971);
- Лауреат Ленінської премії (1963);
- Герой Соціалістичної Праці (1972)
- Орден Леніна (1972);
- Орден Жовтневої Революції (1977);
- 5 медалей СРСР і ВДНГ.

## Публікації
- Селекция и сортовое семенопроизводство кукурузы / Укр. ин-т зерн. и кукуруз.-соргового хоз-ва. — Харкiв: Держсiльгоспвидав, 1934. — 296 с.
- Гибриды кукурузы. — М.: Сельхозгиз, 1955. — 144 с.
- Методические указания по производству гибридных и сортовых семян кукурузы / соавт.: Ф. Г. Крячко и др.; ВНИИ кукурузы. — М.: Колос, 1968. — 152 с.
- Избранные труды по селекции и семеноводству кукурузы, опубликованные в 1930—1980 гг.: в 2 т. / ВНИИ кукурузы. — Днепропетровск, 1980. — Т. 1. — 428 с.; Т. 2. — 931 с.
- Использование периодического отбора в селекции гибридов кукурузы / соавт.: А. Н. Ивахненко, Г. П. Мельник // Бюл. ВНИИ кукурузы. 1983. Вып. 1. С. 7–11.